# مارکوس براون
مارکوس براون (انگلیسی: Marcus Browne؛ زادهٔ ۱۰ نوامبر ۱۹۹۰ در استیتن آیلند) بوکسور اهل ایالات متحده آمریکا در دسته Light heavyweight و معروف به  Ser است. قد او ۱٫۸۶ متر (۶ فوت ۱ اینچ) و گسترده دست او ۱۹۱ سانتیمتر (۷۵ اینچ) است. او ۲۳ مبارزه کرده که هر ۲۳ تا را برده‌است.